# Paritas votorum
Paritas votorum (łac. równość głosów) – w sądownictwie staropolskim, szczególny przypadek, gdy głosy sędziów się równoważyły, w związku z czym sąd nie mógł wydać prawomocnego wyroku. Wyjściem z takiej sytuacji było ucieranie głosów aż do czasu uzyskania przewagi przez którąś ze stron. W ostateczności sprawę przekazywano do sądów wyższej instancji. 